# 北風之神 (小行星)
北風之神（1916 Boreas）是一顆阿莫爾型小行星，於1953年9月1日被西維恩·阿蘭德在比利時皇家天文台發現。發現之後這顆小行星就失蹤了，但在短時間內就於1974年被Richard Eugene McCrosky、G. Schwartz和JH Bulger依據布萊恩·馬斯登的位置預報重新發現。
該小行星以希臘神話的北風之神玻瑞阿斯命名。

## 外部連結
- JPL Small-Body Database Browser on 1916 Boreas （页面存档备份，存于）